# 748 Simeisa

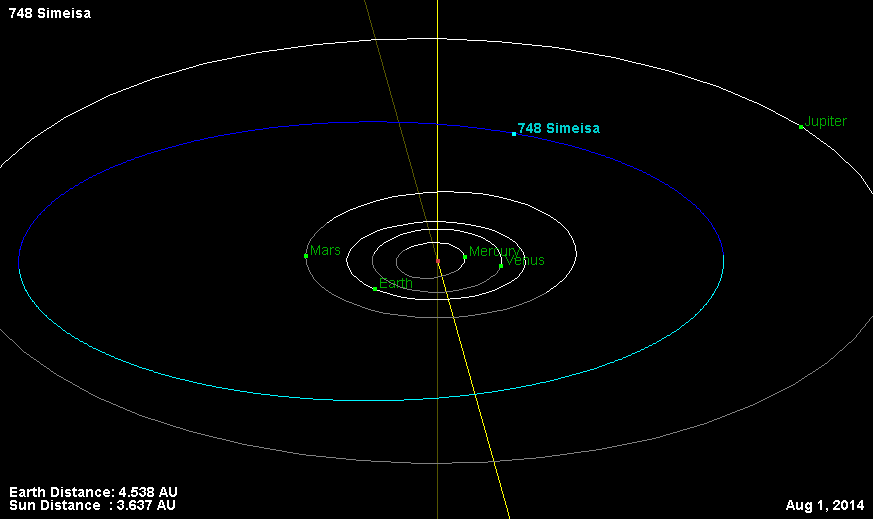
Órbita de 748 Simeisa.

Simeisa (asteroide 748) é um asteroide da cintura principal com um diâmetro de 102,97 quilómetros, a 3,19226988 UA. Possui uma excentricidade de 0,18903709 e um período orbital de 2 852,63 dias (7,81 anos).
Simeisa tem uma velocidade orbital média de 15,01216884 km/s e uma inclinação de 2,25805892º.
Esse asteroide foi descoberto em 14 de Março de 1913 por Grigory Neujmin.